# Christoph Bizer
Christoph Bizer (* 18. Juli 1935 in Tailfingen; † 12. April 2008 in Mechernich-Wachendorf) war ein deutscher evangelischer Theologe.

## Leben
Christoph Bizer war ein Sohn des Theologen Ernst Bizer. Er studierte Evangelische Theologie an den Universitäten Göttingen und Bonn und wurde 1967 in Bonn mit Studien zu pseudathanasianischen Dialogen der Orthodoxos und Aëtios promoviert. 1970 habilitierte er sich an der Philipps-Universität Marburg mit der Untersuchung über Unterricht und Predigt – Analysen und Skizzen zum Ansatz katechetischer Theologie für Praktische Theologie und wurde dort 1972 zum C2-Professor ernannt. Im Jahr darauf wurde Bizer Rektor des Religionspädagogischen Instituts der Evangelisch-lutherischen Landeskirche Hannovers, das er bis 1980 leitete. Gleichzeitig wirkte er als außerplanmäßiger Professor an der Georg-August-Universität Göttingen. Dort folgte er 1979 Götz Harbsmeier als Ordinarius für Praktische Theologie. 2000 wurde er emeritiert. Sein Lehrstuhlnachfolger wurde Martin Rothgangel.